# Trofeo di Francia di Formula 2
Il Trofeo di Francia, precedentemente Gran premio di Francia, è stata una serie automobilistica per monoposto di Formula 2.

## Albo d'oro
I risultati indicati potrebbero essere non completi.
| Anno | Nome                               | Vincitore       | Vettura        | Resoconto |
| ---- | ---------------------------------- | --------------- | -------------- | --------- |
| 1952 | Gran Premio di Francia             | Alberto Ascari  | Ferrari 500 F2 | Resoconto |
| 1964 | Trofeo di Francia                  | Jack Brabham    | Brabham BT10   | Resoconto |
| 1965 | Trofeo di Francia                  | Jim Clark       | Lotus 35       | Resoconto |
| 1966 | Trofeo di Francia                  | Jack Brabham    | Brabham BT18   | Resoconto |
| 1967 | Trofeo di Francia                  | Jochen Rindt    | Brabham BT23   | Resoconto |
| 1969 | Trofeo di Francia                  | Jochen Rindt    | Lotus 59       | Resoconto |
| 1971 | Trofeo di Francia - Trofeo Martini | Ronnie Peterson | March 712      | Resoconto |